# Guardialfiera
Guardialfiera ist eine italienische Gemeinde (comune) in der Provinz Campobasso in der Region Molise mit 942 Einwohnern (Stand 31. Dezember 2023).

## Geographie
Guardialfiera liegt etwa 30 km nordöstlich von Campobasso und etwa 30 Autominuten südwestlich von Termoli entfernt auf 274 m s.l.m. im Valle del Biferno. Der befindet sich auf der orographisch linken Seite des Flusses Biferno, der hier zum Lago di Guardialfiera aufgestaut wird.

## Geschichte
Die Geschichte der Stadt geht auf das 10. Jahrhundert zurück. Im 11. Jahrhundert wurde Guardialfiera Sitz eines Bischofs, was es bis zum Jahr 1818 blieb. Auf das Bistum geht das Titularbistum Guardialfiera der römisch-katholischen Kirche zurück.

## Persönlichkeiten
- Francesco Jovine (1902–1950), Schriftsteller

## Verkehr
Durch das Gemeindegebiet führt die Strada statale SS 647 Fondo Valle del Biferno. Guardialfiera besitzt einen Bahnanschluss an der Bahnlinie Termoli-Campobasso.

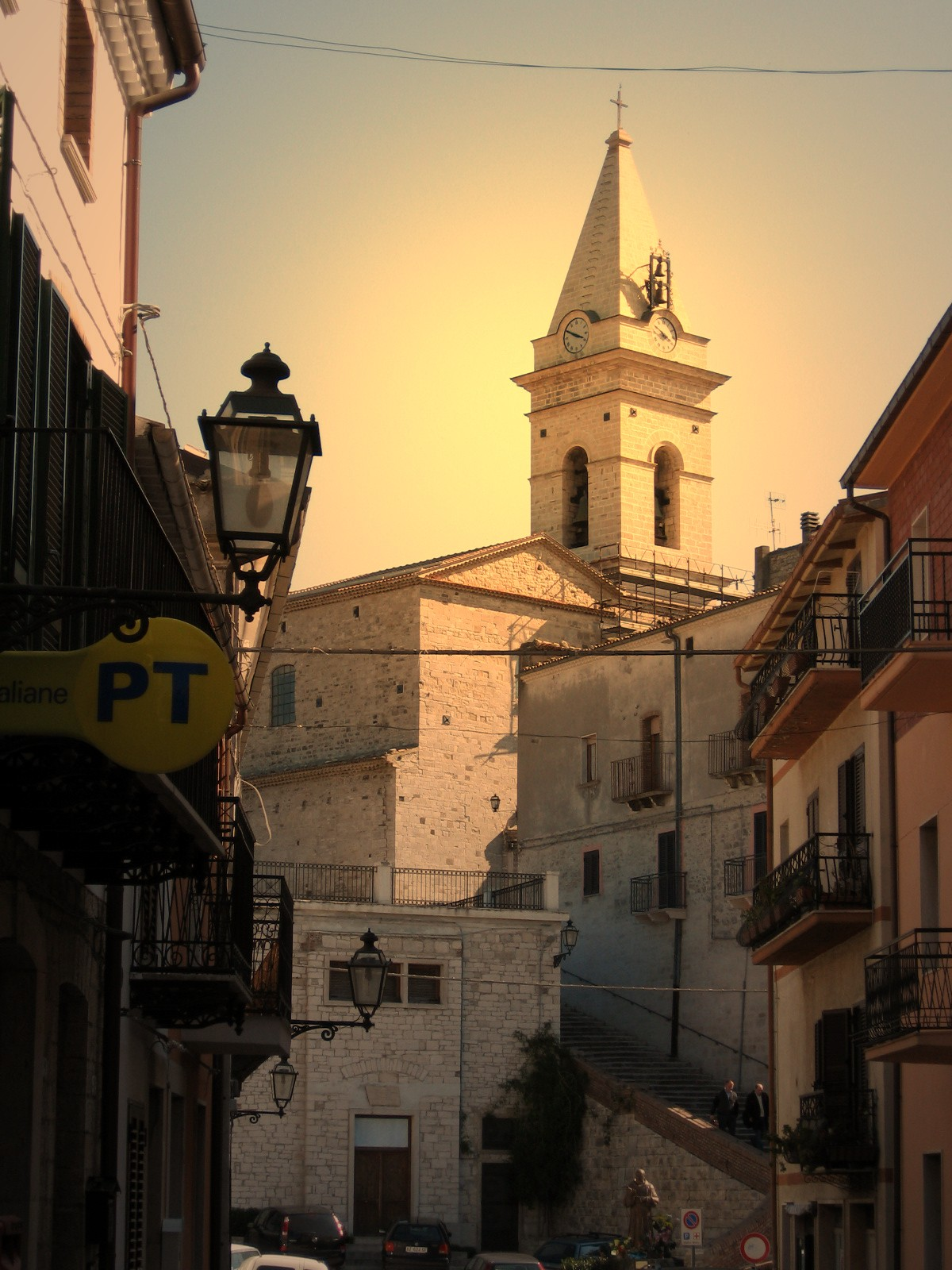
Pfarrkirche S. Maria dall’Assunta
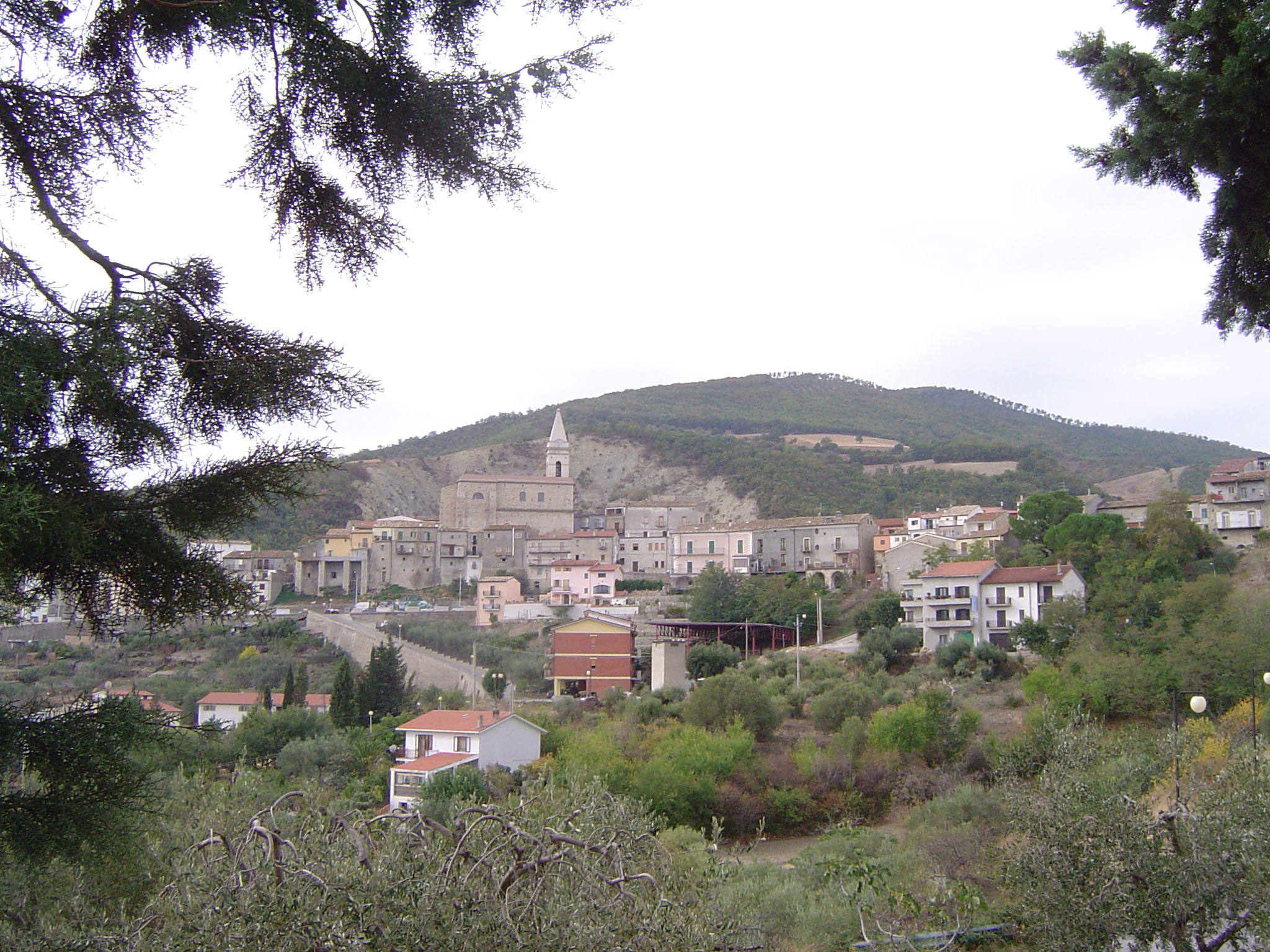
Guardialfiera
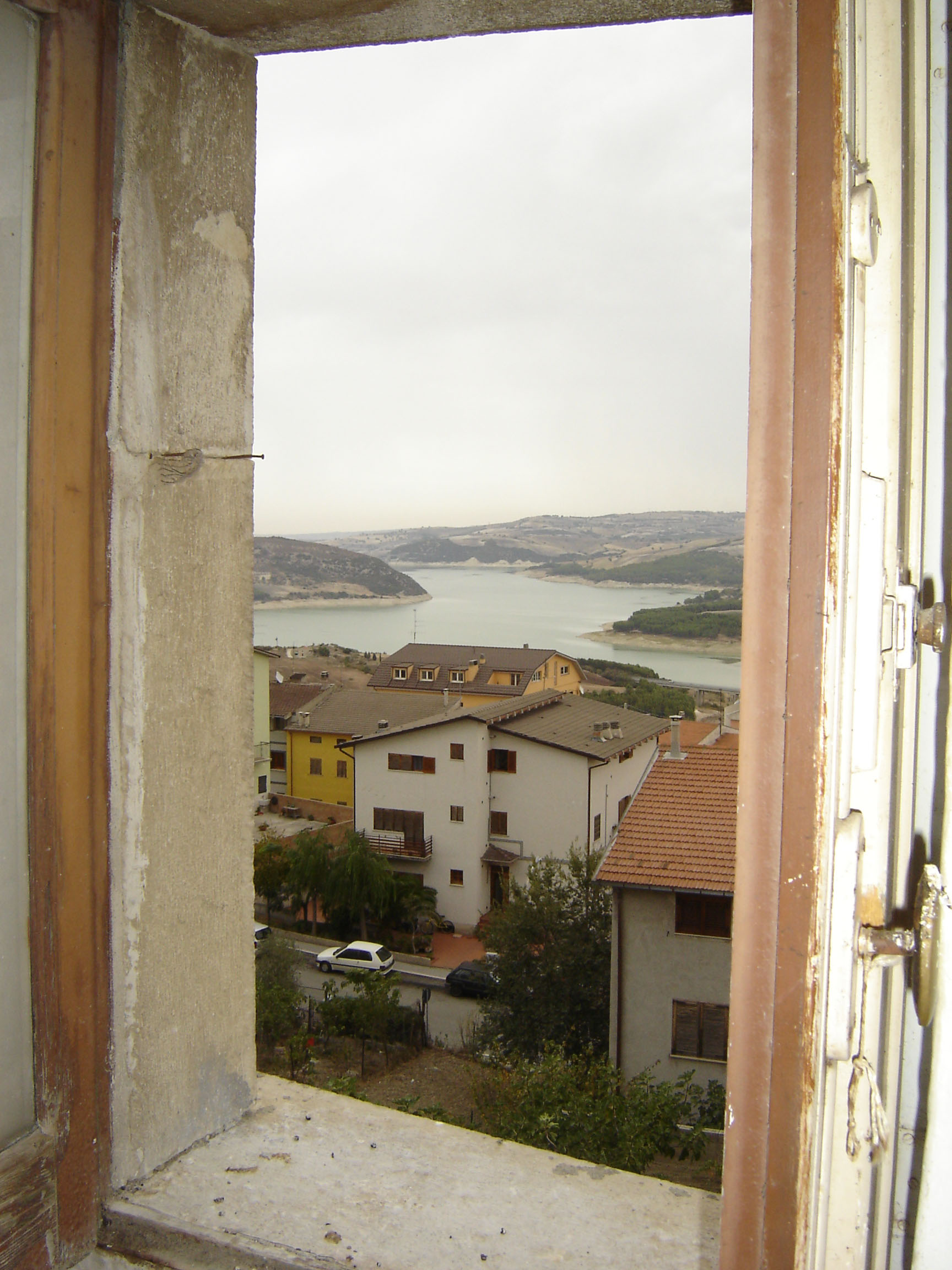
Lago di Guardialfiera